# Sheila Fitzpatrick
Sheila May Fitzpatrick (Melbourne, 4 giugno 1941) è una storica, docente e scrittrice australiana con cittadinanza anche statunitense, nota per i suoi studi sulla storia dell'Unione Sovietica e sulla storia della Russia moderna, in particolare l'era Stalin e le Grandi Purghe. Fa parte della scuola revisionista della storiografia comunista e ha anche rivisto criticamente il concetto di totalitarismo ed evidenziato le differenze tra la Germania nazista e l'Unione Sovietica nei dibattiti sul confronto tra nazismo e stalinismo.
Fitzpatrick è professoressa all'Australian Catholic University (Melbourne), professoressa onoraria all'Università di Sydney e Distinguished Service Professoressa Emerita all'Università di Chicago. In precedenza è stata Bernadotte Everly Schmitt Distinguished Service Professor presso l'Università di Chicago, dove ha insegnato storia sovietica.

## Biografia
Sheila Fitzpatrick è nata a Melbourne nel 1941, figlia dell'autore australiano Brian Fitzpatrick e della sua seconda moglie Dorothy Mary Davies. Suo fratello minore era lo storico David PB Fitzpatrick.
Ha frequentato l'Università di Melbourne (BA, 1961) e ha conseguito il dottorato presso il St Antony's College, Oxford (1969), con una tesi intitolata "The Commissariat of Education under Lunacharsky (1917-1921)". È stata Research Fellow presso la London School of Slavonic and East European Studies dal 1969 al 1972.
Ha trascorso cinquant'anni fuori dall'Australia. Ciò includeva periodi in Gran Bretagna, Unione Sovietica, e vent'anni negli Stati Uniti, prima di tornare in Australia nel 2012. Ha vinto la Magarey Medal 2012 per la biografia per il suo libro di memorie My Father's Daughter: Memories of an Infanzia australiana. Un secondo volume delle sue memorie A Spy in the Archives è stato pubblicato nel 2013. Nel 2017, Fitzpatrick ha pubblicato un libro di memorie-biografia del suo defunto marito Michael Danos, Mischka's War: A European Odyssey of the 1940s, che è stato selezionato per il Premio del Primo Ministro per la saggistica nel 2018.
Dal suo ritorno in Australia, oltre a continuare le sue ricerche e scrivere sulla storia sovietica, come On Stalin's Team: The Years of Living Dangerously in Soviet Politics, Fitzpatrick ha lavorato e pubblicato sull'immigrazione australiana in particolare sugli sfollati dopo la seconda guerra mondiale e durante la guerra fredda, come White Russians, Red Peril: A Cold War History of Migration to Australia.

## Le ricerche
Scrivendo su The American Historical Review, Roberta T. Manning ha recensito il lavoro di Fitzpatrick, affermando: "Alla fine degli anni '70 e all'inizio degli anni '80, Sheila Fitzpatrick ha creato quasi da sola il campo della storia sociale sovietica con una serie impressionante di studi pionieristici, ora diventati classici: The Cultural Revolution in Russia, 1928–1931 (1978), Education and Social Mobility in the Soviet Union, 1921–1934 (1979) e The Russian Revolution (1982). Libro dopo libro, ha aperto aree di ricerca completamente nuove, ha esplorato vecchi argomenti da nuove prospettive e ha cambiato per sempre il modo in cui gli esperti percepivano l'URSS tra il 1917 e lo scoppio della seconda guerra mondiale".
La sua ricerca si concentra sulla storia sociale e culturale del periodo stalinista, in particolare sugli aspetti dell'identità sociale e della vita quotidiana, e sui cambiamenti sociali e culturali nella Russia sovietica degli anni '50 e '60. Nei suoi primi lavori, si è concentrata sul tema della mobilità sociale, suggerendo che l'opportunità per la classe operaia di crescere socialmente e come nuova élite era stata determinante per legittimare il regime durante il periodo stalinista.  Nonostante la sua brutalità, lo stalinismo come cultura politica avrebbe potuto raggiungere gli obiettivi di una rivoluzione democratica. 

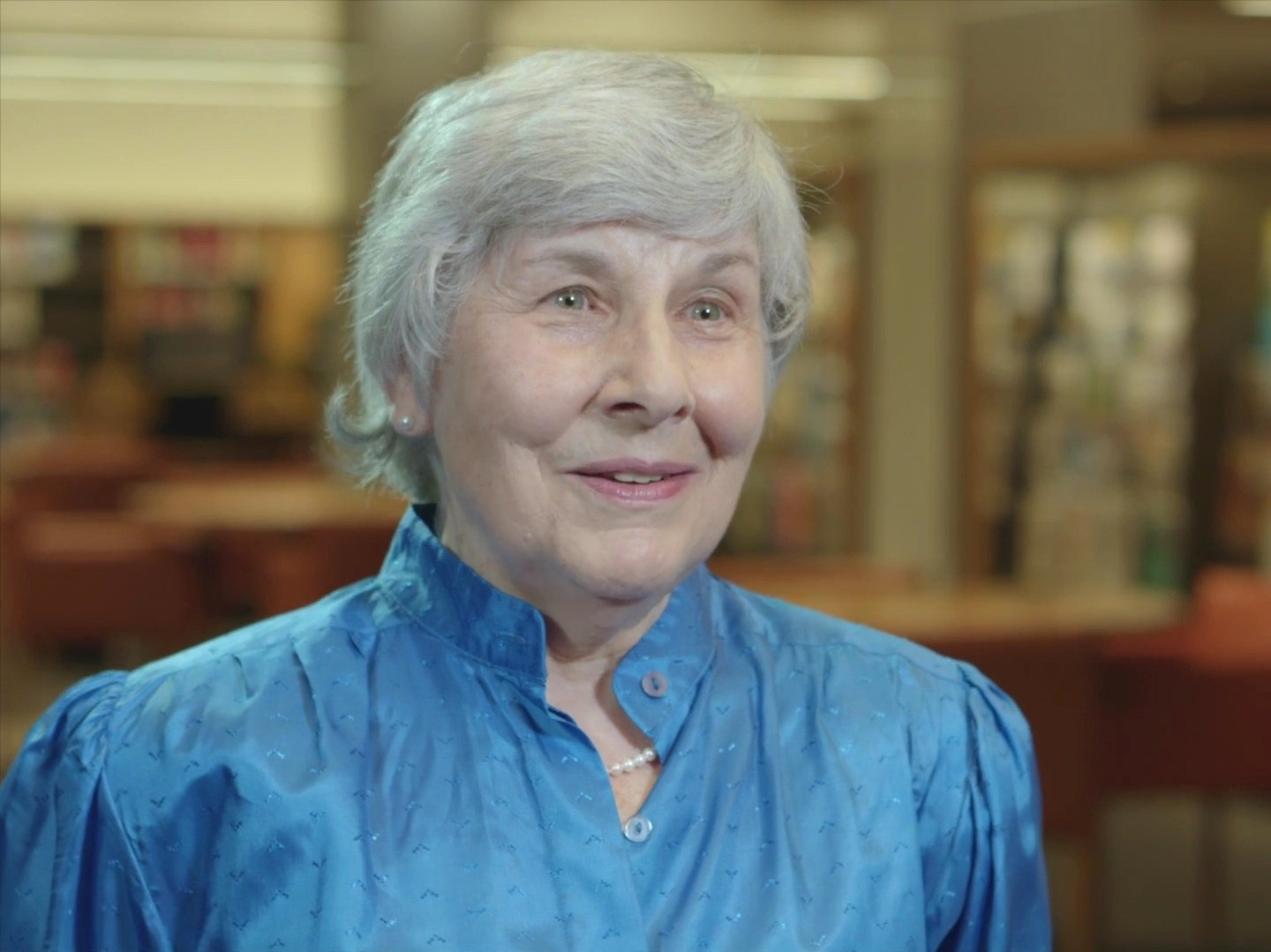
Sheila Fitzpatrick nel 2016

Al centro dell'attenzione ci sono sempre state le vittime delle epurazioni piuttosto che i suoi beneficiari, poiché migliaia di lavoratori e comunisti che hanno avuto accesso agli istituti tecnici durante il primo piano quinquennale hanno ricevuto promozioni a posizioni nell'industria, nel governo e nella dirigenza del Partito Comunista di tutta l'Unione (Bolscevichi) come conseguenza della Grande Purga. Per Fitzpatrick, la "rivoluzione culturale" della fine degli anni '20 e le purghe che hanno scosso le comunità scientifiche, letterarie, artistiche e industriali si spiegano in parte con una lotta di classe contro dirigenti e intellettuali borghesi. Gli uomini che si sono affermati negli anni '30 hanno svolto un ruolo attivo per sbarazzarsi di ex leader che hanno bloccato la loro stessa promozione, e la Grande Svolta ha trovato le sue origini in iniziative dal basso piuttosto che nelle decisioni del vertice. In questa visione, la politica stalinista si basava sulle forze sociali e offriva una risposta al radicalismo popolare, che consentiva l'esistenza di un consenso parziale tra il regime e la società negli anni '30.
In Beyond Totalitarianism: Stalinism and Nazism Compared, Fitzpatrick e Michael Geyer contestarono il concetto di totalitarismo, affermando che esso entrò nel discorso politico prima come termine di autodescrizione da parte dei fascisti italiani e solo in seguito fu usato come cornice per confrontare la Germania nazista con l'Unione Sovietica, che non erano così monolitiche o guidate dall'ideologia come sembravano. Senza chiamarli "totalitari", hanno identificato le loro caratteristiche comuni, tra cui il genocidio, un partito onnipotente, un leader carismatico e una pervasiva invasione della privacy; tuttavia, hanno affermato che il nazismo e lo stalinismo non rappresentavano un nuovo e unico tipo di governo, ma piuttosto potevano essere collocati nel contesto più ampio della svolta verso la dittatura in Europa nel periodo tra le due guerre. Il motivo per cui appaiono straordinari è perché erano "le più importanti, le più ostinate e le più violente" delle dittature europee del XX secolo. Hanno affermato di essere paragonabili a causa del loro "shock and awe" e della pura spietatezza, ma al di sotto delle somiglianze superficiali erano fondamentalmente diverse e "quando si tratta di un confronto uno contro uno, le due società e i regimi potrebbero anche provenire da mondi diversi".

## Dibattiti storiografici
La sovietologia accademica dopo la seconda guerra mondiale e durante la guerra fredda fu dominata dal "modello totalitario" dell'Unione Sovietica, sottolineando la natura assoluta del potere di Joseph Stalin.  La "scuola revisionista", iniziata negli anni '60, si è concentrata su istituzioni relativamente autonome che potrebbero influenzare la politica al livello più alto. Matt Lenoe ha descritto la "scuola revisionista" come rappresentante di coloro che "hanno insistito sul fatto che la vecchia immagine dell'Unione Sovietica come uno stato totalitario deciso a dominare il mondo fosse eccessivamente semplificata o semplicemente sbagliata. Tendevano a interessarsi alla storia sociale e a sostenere che la leadership del Partito Comunista aveva dovuto adattarsi alle forze sociali".  Fitzpatrick era uno dei numerosi storici della "scuola revisionista" che sfidarono l'approccio tradizionale alla storia sovietica, come delineato dal politologo Carl Joachim Friedrich, il quale affermava che l'Unione Sovietica era un sistema totalitario, con il culto della personalità, e poteri quasi illimitati del "grande leader" come Stalin.
In qualità di leader della seconda generazione della "scuola revisionista", o "storici revisionisti", Fitzpatrick fu la prima a chiamare il gruppo di storici che lavoravano sulla storia sovietica negli anni '80 "una nuova coorte di storici [scuola revisionista]". Fitzpatrick ha chiesto una storia sociale che non affrontasse questioni politiche e aderisse rigorosamente a un punto di vista "dal basso". Ciò era giustificato dall'idea che l'università fosse stata fortemente condizionata a vedere tutto attraverso il prisma dello stato, quindi "i processi sociali estranei all'intervento dello stato sono praticamente assenti dalla letteratura". Fitzpatrick non ha negato che il ruolo dello stato nel cambiamento sociale degli anni '30 fosse enorme e ha difeso la pratica della storia sociale "senza politica", poiché la maggior parte dei giovani storici della "scuola revisionista" non voleva separare la storia sociale dell'Unione Sovietica dall'evoluzione del sistema politico.  Fitzpatrick ha spiegato che negli anni '80, quando il "modello totalitario" era ancora ampiamente utilizzato, "era molto utile mostrare che il modello aveva un pregiudizio intrinseco e non spiegava tutto della società sovietica. Ora, mentre una nuova generazione di accademici considera a volte evidente che il modello totalitario era completamente errato e dannoso, è forse più utile dimostrare che c'erano certe cose sulla società sovietica che spiegava molto bene".

## Vita privata
Il primo matrimonio di Fitzpatrick con Alex Bruce, un compagno di studi dell'Università di Melbourne, finì presto. Il suo secondo matrimonio con il politologo Jerry F. Hough, dal 1975 al 1983, finì con un divorzio. Mentre viveva negli Stati Uniti, Fitzpatrick sposò il fisico teorico Michael Danos (1922-1999).
Suona il violino in orchestre e gruppi di musica da camera.

## Premi e riconoscimenti
Membro dell'American Academy of Arts and Sciences e dell'Australian Academy of the Humanities, è stata presidente dell'American Association for the Advancement of Slavic Studies e dell'American Association for Slavic and Eastern European Studies. Nel 2002 ha ricevuto un premio dalla Fondazione Mellon per il suo lavoro accademico. Nel 2012 ha ricevuto sia il premio per Distinguished Contributions to Slavic, East European, and Eurasian Studies dall'Association for Slavic, East European and Eurasian Studies, sia il premio dell'American Historical Association per Scholarly Distinction, la più alta onorificenza in studi storici negli Stati Uniti. Nel 2016, Fitzpatrick ha vinto il Premio del Primo Ministro per la saggistica per il suo libro On Stalin's Team: The Years of Living Dangerously in Soviet Politics (2015). Fitzpatrick ha ricevuto Discovery Grants dall'Australian Research Council per progetti congiunti nel 2010 con Stephen G. Wheatcroft per Rethinking the History of Soviet Stalinism, nel 2013 con Mark Edele per War and Displacement: From the Soviet Union to Australia e nel 2016 con Ruth Balint e Jayne Persian per gli sfollati russi del dopoguerra che arrivano in Australia attraverso la China Route.

## Opere (selezione)

### Libri
- The Commissariat of Enlightenment: Soviet organization of education and the arts under Lunacharsky, 1917–1921, Cambridge University Press, 1970
- Education and Social Mobility in the Soviet Union, 1921–1932, Cambridge University Press, 1979
- The Russian Revolution, Oxford University Press, 1st ed. 1982; 2nd aggiornata ed. 1994; 3rd aggiornata ed. 2007 ISBN 978-0-19-923767-8.
- The Cultural Front. Power and Culture in Revolutionary Russia, Cornell University Press, 1992
- Stalin's Peasants: Resistance and Survival in the Russian Village after Collectivization, Oxford University Press, 1994
- Everyday Stalinism: Ordinary Life in Extraordinary Times: Soviet Russia in the 1930s, Oxford University Press, 1999 ISBN 0-19-505001-0
- Tear Off the Masks! Identity and Imposture in Twentieth-Century Russia, Princeton University Press, 2005
- My Father's Daughter, Melbourne University Publishing, 2010 ISBN 9780522857474
- A Spy in the Archives, Melbourne University Press, 2013
- On Stalin's Team: The Years of Living Dangerously in Soviet Politics, Princeton University Press, 2015
- Mischka's War: A European Odyssey of the 1940s, Melbourne University Press & I. B. Tauris, 2017
- White Russians, Red Peril: A Cold War History of Migration to Australia, La Trobe University Press, 2021
- The Shortest History of the Soviet Union, Old Street Publishing, 2022

### Articoli
- "Ascribing Class: The Construction of Social Identity in Soviet Russia" (1993), The Journal of Modern History, JSTOR 2124540
- "Vengeance and Ressentiment in the Russian Revolution" (2001), French Historical Studies
- "Politics as Practice: Thoughts on a New Soviet Political History" (2004), Kritika
- "Happiness and Toska: A Study of Emotions in 1930s Russia" (2004), Australian Journal of Politics and History
- "Social Parasites: How Tramps, Idle Youth, and Busy Entrepreneurs Impeded the Soviet March to Communism" (2006), Cahiers du monde russe et soviétique, JSTOR 20175002
- "The Soviet Union in the Twenty-First Century" (2007), Journal of European Studies
- "A Spy in the Archives" (2010), London Review of Books